# 3.ª etapa de la Vuelta a España 2022
La 3.ª etapa de la Vuelta a España 2022 tuvo lugar el 21 de agosto de 2022 en los Países Bajos con inicio y final en Breda sobre un recorrido de 193,2 km. Por segundo día consecutivo, la victoria fue para el irlandés Sam Bennett del Bora-Hansgrohe mientras que el italiano Edoardo Affini del Jumbo-Visma se convirtió en el nuevo líder.

## Clasificación de la etapa
| Breda - Breda | etapa llana | (193,5 km) |

| \| Clasificación de la etapa \| Clasificación de la etapa \| Clasificación de la etapa \| Clasificación de la etapa \| Clasificación de la etapa \| \| Ciclista \| Ciclista \| Equipo \| Tiempo \| \| \| ------------------------- \| ------------------------- \| ------------------------- \| ------------------------- \| ------------------------- \| \| 1.º \| Sam Bennett \| Bora-Hansgrohe \| 4 h 05 min 53 s \| \| \| 2.º \| Mads Pedersen \| Trek-Segafredo \| + 0 s \| \| \| 3.º \| Daniel McLay \| Arkéa-Samsic \| + 0 s \| \| \| 4.º \| Bryan Coquard \| Cofidis \| + 0 s \| \| \| 5.º \| Fabian Lienhard \| Groupama-FDJ \| + 0 s \| \| \| 6.º \| Tim Merlier \| Alpecin-Deceuninck \| + 0 s \| \| \| 7.º \| Kaden Groves \| BikeExchange-Jayco \| + 0 s \| \| \| 8.º \| Cedric Beullens \| Lotto-Soudal \| + 0 s \| \| \| 9.º \| Pascal Ackermann \| UAE Team Emirates \| + 0 s \| \| \| 10.º \| Danny van Poppel \| Bora-Hansgrohe \| + 0 s \| \| |                  |                    |                 |
| |                  |                    |                 |
| Fuente: ProCyclingStats |                  |                    |                 |
| Clasificación de la etapa |                  |                    |                 |
| Ciclista | Ciclista         | Equipo             | Tiempo          |
| 1.º | Sam Bennett      | Bora-Hansgrohe     | 4 h 05 min 53 s |
| 2.º | Mads Pedersen    | Trek-Segafredo     | + 0 s           |
| 3.º | Daniel McLay     | Arkéa-Samsic       | + 0 s           |
| 4.º | Bryan Coquard    | Cofidis            | + 0 s           |
| 5.º | Fabian Lienhard  | Groupama-FDJ       | + 0 s           |
| 6.º | Tim Merlier      | Alpecin-Deceuninck | + 0 s           |
| 7.º | Kaden Groves     | BikeExchange-Jayco | + 0 s           |
| 8.º | Cedric Beullens  | Lotto-Soudal       | + 0 s           |
| 9.º | Pascal Ackermann | UAE Team Emirates  | + 0 s           |
| 10.º | Danny van Poppel | Bora-Hansgrohe     | + 0 s           |

## Clasificaciones al final de la etapa

### Clasificación general
| \| Clasificación general \| Clasificación general \| Clasificación general \| Clasificación general \| Clasificación general \| \| Ciclista \| Ciclista \| Equipo \| Tiempo \| \| \| --------------------- \| --------------------- \| --------------------- \| --------------------- \| --------------------- \| \| 1.º \| Edoardo Affini \| Jumbo-Visma \| 8 h 20 min 07 s \| \| \| 2.º \| Sam Oomen \| Jumbo-Visma \| + 0 s \| \| \| 3.º \| Primož Roglič \| Jumbo-Visma \| + 0 s \| \| \| 4.º \| Sepp Kuss \| Jumbo-Visma \| + 0 s \| \| \| 5.º \| Mike Teunissen \| Jumbo-Visma \| + 0 s \| \| \| 6.º \| Robert Gesink \| Jumbo-Visma \| + 0 s \| \| \| 7.º \| Ethan Hayter \| Ineos Grenadiers \| + 13 s \| \| \| 8.º \| Richard Carapaz \| Ineos Grenadiers \| + 13 s \| \| \| 9.º \| Carlos Rodríguez \| Ineos Grenadiers \| + 13 s \| \| \| 10.º \| Pavel Sivakov \| Ineos Grenadiers \| + 13 s \| \| |                  |                  |                 |
| |                  |                  |                 |
| Fuente: ProCyclingStats |                  |                  |                 |
| Clasificación general |                  |                  |                 |
| Ciclista | Ciclista         | Equipo           | Tiempo          |
| 1.º | Edoardo Affini   | Jumbo-Visma      | 8 h 20 min 07 s |
| 2.º | Sam Oomen        | Jumbo-Visma      | + 0 s           |
| 3.º | Primož Roglič    | Jumbo-Visma      | + 0 s           |
| 4.º | Sepp Kuss        | Jumbo-Visma      | + 0 s           |
| 5.º | Mike Teunissen   | Jumbo-Visma      | + 0 s           |
| 6.º | Robert Gesink    | Jumbo-Visma      | + 0 s           |
| 7.º | Ethan Hayter     | Ineos Grenadiers | + 13 s          |
| 8.º | Richard Carapaz  | Ineos Grenadiers | + 13 s          |
| 9.º | Carlos Rodríguez | Ineos Grenadiers | + 13 s          |
| 10.º | Pavel Sivakov    | Ineos Grenadiers | + 13 s          |

### Clasificación por puntos
| Clasificación por puntos | Clasificación por puntos | Clasificación por puntos | Clasificación por puntos | Clasificación por puntos |
| Ciclista                 | Ciclista                 | Equipo                   | Puntos                   |                          |
| ------------------------ | ------------------------ | ------------------------ | ------------------------ | ------------------------ |
| 1.º                      | Sam Bennett              | Bora-Hansgrohe           | 117 pts                  |                          |
| 2.º                      | Mads Pedersen            | Trek-Segafredo           | 80 pts                   |                          |
| 3.º                      | Pascal Ackermann         | UAE Team Emirates        | 34 pts                   |                          |
| 4.º                      | Tim Merlier              | Alpecin-Deceuninck       | 34 pts                   |                          |
| 5.º                      | Daniel McLay             | Arkéa-Samsic             | 34 pts                   |                          |
| 6.º                      | Thomas de Gendt          | Lotto-Soudal             | 20 pts                   |                          |
| 7.º                      | Kaden Groves             | BikeExchange-Jayco       | 19 pts                   |                          |
| 8.º                      | Mike Teunissen           | Jumbo-Visma              | 18 pts                   |                          |
| 9.º                      | Bryan Coquard            | Cofidis                  | 18 pts                   |                          |
| 10.º                     | Ethan Hayter             | Ineos Grenadiers         | 17 pts                   |                          |

### Clasificación de la montaña
| Clasificación de la montaña | Clasificación de la montaña | Clasificación de la montaña | Clasificación de la montaña | Clasificación de la montaña |
| Ciclista                    | Ciclista                    | Equipo                      | Puntos                      |                             |
| --------------------------- | --------------------------- | --------------------------- | --------------------------- | --------------------------- |
| 1.º                         | Julius van den Berg         | EF Education-EasyPost       | 3 pts                       |                             |
| 2.º                         | Thomas de Gendt             | Lotto-Soudal                | 2 pts                       |                             |
| 3.º                         | Thibault Guernalec          | Arkéa-Samsic                | 1 pt                        |                             |

### Clasificación de los jóvenes
| Clasificación del mejor joven | Clasificación del mejor joven | Clasificación del mejor joven | Clasificación del mejor joven | Clasificación del mejor joven |
| Ciclista                      | Ciclista                      | Equipo                        | Tiempo                        |                               |
| ----------------------------- | ----------------------------- | ----------------------------- | ----------------------------- | ----------------------------- |
| 1.º                           | Ethan Hayter                  | Ineos Grenadiers              | 8 h 20 min 20 s               |                               |
| 2.º                           | Carlos Rodríguez              | Ineos Grenadiers              | + 0 s                         |                               |
| 3.º                           | Pavel Sivakov                 | Ineos Grenadiers              | + 0 s                         |                               |
| 4.º                           | Lucas Plapp                   | Ineos Grenadiers              | + 0 s                         |                               |
| 5.º                           | Remco Evenepoel               | Quick-Step Alpha Vinyl        | + 1 s                         |                               |
| 6.º                           | Ilan Van Wilder               | Quick-Step Alpha Vinyl        | + 1 s                         |                               |
| 7.º                           | Kaden Groves                  | BikeExchange-Jayco            | + 18 s                        |                               |
| 8.º                           | Juan Ayuso                    | UAE Team Emirates             | + 20 s                        |                               |
| 9.º                           | João Almeida                  | UAE Team Emirates             | + 20 s                        |                               |
| 10.º                          | Brandon McNulty               | UAE Team Emirates             | + 20 s                        |                               |

### Clasificación por equipos
| Clasificación por equipos | Clasificación por equipos | Clasificación por equipos | Clasificación por equipos |
| Equipo                    | Equipo                    | Tiempo                    |                           |
| ------------------------- | ------------------------- | ------------------------- | ------------------------- |
| 1.º                       | Jumbo-Visma               | 24 h 11 min 01 s          |                           |
| 2.º                       | Ineos Grenadiers          | + 13 s                    |                           |
| 3.º                       | Quick-Step Alpha Vinyl    | + 14 s                    |                           |
| 4.º                       | BikeExchange-Jayco        | + 31 s                    |                           |
| 5.º                       | UAE Team Emirates         | + 33 s                    |                           |
| 6.º                       | Groupama-FDJ              | + 38 s                    |                           |
| 7.º                       | Bora-Hansgrohe            | + 41 s                    |                           |
| 8.º                       | Trek-Segafredo            | + 42 s                    |                           |
| 9.º                       | Bahrain Victorious        | + 42 s                    |                           |
| 10.º                      | Movistar Team             | + 43 s                    |                           |

## Abandonos
Michael Woods no completó la etapa tras sufrir una caída durante el transcurso de la misma.